# Udo Friedrich
Udo Friedrich (* 1956 in Rheine) ist ein deutscher Germanist.

## Leben
Das Studium der Germanistik, Philosophie und Publizistikwissenschaft an der WWU Münster (M.A.) schloss er mit der Promotion an der Universität Hamburg. Nach der Habilitation an der LMU München lehrte er von 2003 bis 2007 als Professor für Ältere Deutsche Philologie an der Universität Greifswald und von 2007 bis 2013 als Professor für Ältere Deutsche Sprache und Literatur an der Georg-August-Universität Göttingen. Seit 2013 ist er Professor für Ältere deutsche Sprache und Literatur an der Universität zu Köln. 
Seine Forschungsschwerpunkte sind Ordnungen des Wissens/Kultursemiotik, historische Narratologie und Metaphorologie und Topik und Rhetorik.

## Schriften (Auswahl)
- Naturgeschichte zwischen artes liberales und frühneuzeitlicher Wissenschaft. Conrad Gessners “Historia animalium” und ihre volkssprachliche Rezeption. Tübingen 1995, ISBN 3-484-36521-8.
- Menschentier und Tiermensch. Grenzziehungsdiskurse und Überschreitungsphantasmen im Mittelalter. Göttingen 2009, ISBN 978-3-525-36704-9.
- mit Martin Huber und Ulrich Schmitz: Orientierungskurs Germanistik. Stuttgart 2014, ISBN 978-3-12-939024-5.
- mit Eva Schumann Hrsg.: Transfer von Expertenwissen in der Frühen Neuzeit. Gelehrte Diskurse in der volkssprachigen Praxis. Göttingen 2018, ISBN 3-86395-341-X.
- mit Ulrich Hoffmann und Bruno Quast (Hrsg.): Anthropologie der Kehre. Figuren der Wende in der Literatur des Mittelalters. Berlin/Boston: De Gruyter. 2020.